# 범영루
범영루(泛影樓)는 경상북도 경주 불국사에 있는 누각이다. 원래 건물 이름은 우경루(右經樓)이며, 경전을 보관하던 곳으로 본다. 현재의 범영루는 1969년에서 1973년 진행된 불국사 복원공사 때 다시 세운 것이다. 내부에는 법고(法鼓)가 있다.